# 大炊御門冬宗
大炊御門 冬宗（おおいのみかど ふゆむね）は、南北朝時代から室町時代前期にかけての公卿。内大臣・大炊御門冬信の子。官位は従一位・権大納言。大炊御門家12代当主。

## 経歴
応安元年/正平3年（1368年）に従三位となり公卿に列する。陸奥権守、参議、権中納言を経て、永徳2年/弘和2年（1382年）権大納言となる。至徳2年/元中2年（1385年）に権大納言を辞するも、応永9年（1402年）に再任。翌年に辞す。
応永12年（1405年）に従一位となるも薨去。

## 系譜
- 父：大炊御門冬信（1309-1350）
- 母：不詳
- 妻：不詳
  - 男子：大炊御門宗氏（1375-1421）
  - 女子：慶雲庵主